# Залебёдка
Залебёдка — деревня в Холмогорском районе Архангельской области.

## География
Находится в центральной части Архангельской области на расстоянии приблизительно 14 км на северо-запад от села Емецк на берегу озера Большое Михайловское.

## История
В 1939 году была отмечена как деревня Емецкого сельсовета Емецкого района. До 2022 года входила в Емецкое сельское поселение до его упразднения.

## Население
Численность населения: 3 человека (русские 100 %) в 2002 году, 2 в 2010.